# سيكولوجية الذات
سيكولوجية الذات أو علم نفس الذات هي دراسة التصوير الإدراكي والنزعوي والوجداني لهوية الفرد، أو لموضوع التجربة. اشتُق التشكيل الأول للذات في علم النفس الحديث من الفرق بين الذات الشخصية والذات الموضوعية.
تصوِّر وجهات النظر النفسية الحديثة الذات على أنها تلعب دورًا متكاملًا في الحافز والمعرفة والوجدان البشري والهوية الاجتماعية. من الممكن أن يكون الأمر أنه بإمكاننا الآن محاولة الاستفادة من تجربة الذات في عملية عصبية ذات عواقب إدراكية، ما يعطينا لمحة عن العوامل التي تتكون منها الذوات المعقدة متعددة الطبقات في الهوية الحديثة.
للذات جوانب عديدة تساعد على خلق أجزائها المتكاملة وهي: إدراك الذات، وتقديرها، وفهمها، ومعرفتها. تمكن جوانب الذات كلها الأشخاص من تبديل، وتغيير، وإضافة، وتعديل، جوانب من ذواتهم لكسب القبول الاجتماعي في المجتمع.
أحد التفسيرات المفيدة للعوامل المساهمة فيما ندعوه بالـ «الذات» هو الذات التي تظهر وتنشأ تدريجيًا عند التقاطع بين: عادات العمليات الأيضية البيولوجية في أجسادنا، العادات الثقافية الاجتماعية للثقافة المحلية المغروسة فينا، قدواتنا؛ السيئ والجيد منها، ومقدار المسؤولية الذي يتحمله الفرد ليتخذ قرارات سليمة مرارًا وتكرارًا، وتطوير وتقوية الذات المختارة.

## تشكل الذات وفقًا لهاينز كوهوت
اقترح هاينز كوهوت في البداية نظامين ثنائيي القطب للكمال النرجسي، هما: 1) نظام الطموحات 2) نظام المثل العليا. أطلق كوهوت اسم الذات النرجسية على قطب الطموحات (وأطلق عليه لاحقًا اسم الذات المتضخمة)، بينما أشار إلى قطب المثل العليا باسم الصورة المشخَّصة للأبوية المثالية. وفقًا لكوهوت، مثلت أقطاب الذات هذه الكبت النفسي في الحياة النفسية للرضع والأطفال.
ناقش كوهوت فكرة أن إحباط طموحات ومساعي الطفل الاستعراضية المزمن وكبح ذاته المتضخمة يؤديان إلى الإبقاء على شعور زائف وواسع بالذات يمكن أن يتجلى ظاهريًا على هيئة هوس واضح بالعظمة عند الشخص المجاهر بنرجسيته، أو من الممكن أن يبقى مخفيًا، إلا في حال اكتُشف أثناء إنقال علاجي نرجسي يكشف هذه الخيالات والمساعي النرجسية البدائية. أطلق كوهوت على هذا الشكل من الإنقال اسم الإنقال المرآتي. في هذا النمط من الإنقال، تُجمع مساعي الذات المصابة بهوس العظمة، ويحاول المريض استخدام العلاج النفسي لإشباع هذه المساعي.
اقترح كوهوت أن كبح قطب المثاليات حدث عندما عانى الطفل من خيبات أمل مزمنة كبيرة عقب فشل قدوة طفولته. ارتبط العجز الحاصل في قطب المثاليات بتطور إنقال الرغبة بالكمال إلى المعالج النفسي الذي يصبح مرتبطًا بخيالات المريض البدائية عن الكمال الأبوي التام.
اعتقد كوهوت أن الإصابة بالنرجسية كانت حتمية وضرورية، في أي حالة، لتعديل الطموحات والمثاليات وجعلها قريبة من الواقع عبر التعرض للمزيد من خيبات الأمل والإحباطات التي يمكن التحكم فيها. اعتبر كوهوت الحالة المزمنة ونقص العلاج من هذه الإصابات (الناتج عن عدة أسباب) عنصرًا أساسيًا في النظم الذاتية البدائية البعيدة عن الواقع.

وفقًا لكتابه 1984 الذي يحمل عنوان (كيف يشفي التحليل)، أدت معاينة كوهوت للمرضى إلى طرح شكلين إضافيين من الإنقال مرتبطين بالعجز النفسي، هما: 1) التُؤومة و2) الإنقال الاندماجي. في سنواته الأخيرة، اعتقد كوهوت أن حاجات مبدأ هدف الذات (بالإنجليزية: Selfobject) كانت موجودة ومتنوعة إلى حد ما لدى الأشخاص العاديين، بالإضافة إلى الأفراد النرجسيين. للإيضاح، فالأهداف ليست أشياء خارجية. يشرح كوهوت ووولف ذلك عام 1978 ذلك قائلين:
«الأهداف هي أشياء نختبرها كجزء من ذواتنا، وبالتالي يكون التحكم المتوقع بها أقرب إلى مبدأ السيطرة الذي يتوقعه الراشد على جسده وعقله من المبدأ المتوقع في حال السيطرة على الآخرين» (صفحة 413). 
قد يكون من الصعب فهم فكرة كوهوت عن الذات لأنها بعيدة عن التجربة، رغم أن افتراضاتها تعتمد على المعاينة القريبة من التجربة للإنقال العلاجي. اعتمد كوهوت بشكل كبير على التعاطف كوسيلة للمعاينة. تساعد معاينة الطبيب لمشاعره أثناء الإنقال بشكل خاص على رؤية الأشياء من وجهة نظر المريض الشخصية وذلك لاختبار العالم بطريق أقرب إلى الطريقة التي يختبره المريض بها. (ملاحظة: لم يعتبر كوهوت التعاطف علاجًا بل طريقة للمعاينة).

## نقد المفهوم
«الذاتية» أو الاستقلالية هي منهج غربي شائع في علم النفس، وتوظف أنماط النفس باستمرار في مجالات مثل العلاج النفسي ومساعدة الذات. يناقش إدوارد إيه سامبسون عام (1989) فكرة أن الانهماك في فكرة الاستقلال مؤذية لأنها تخلق انقسامات جنسية وعرقية ووطنية ولا تسمح بمعاينة النفس في الآخر أو الآخر في النفس.
هُوجمت فكرة الذاتية لأنها تُعتبر ضرورية لعمل آليات الرأسمالية المتقدمة. طرح نيكولاس روز في كتاب ابتكار أنفسنا: علم النفس، والقوة، والذاتية عام (1998) فكرة أن علم النفس يُوظف حاليًا كتقنية تسمح للبشر بالشعور بإحساس مُلَفق ويمكن الزعم بأنه خاطئ. في هذه الطريقة، طور روز نظريات ميشال فوكو عن الذات بشكل مكثف لاكتشاف تقنيات التحكم من خلال تكوين الذات. يجب أن يصبح موضوع النفس موضوعًا جريئًا، ويجب اكتساب الثقافة الرأسمالية للحصول على وظيفة، ما يساهم بالتالي في استثمار الذات.
يقترح كوهوت أن حديث المرء وشرحه وحكمه على نفسه أمر مستحيل لغويًا، لأنه يتطلب فهم الذات لنفسها. يبدو هذا غير صحيح من الناحية الفلسفية، وتُعرف ذاتية المرجعية أو مغالطة التجسيم باسم الاستدلال الدائري. كنتيجة لذلك، في حال حدوث أمر قد يستدعي فهم الذات، قد يحدث ارتباك في المسارات والعمليات اللغوية داخل الدماغ.
وبالنسبة إلى واضعي نظريات الذات، ينتقد البعض دونالد وينيكوت، مقترحين أن نظريته عن «أن خلق الذات الزائفة لتحقيق هدف مهم قبل أوانه يخلق نوعًا من التقدير أو الاعتراف فيه» مغروسة في التجربة التي خاضها أثناء طفولته والمتعلقة بمحاولة كسب رزقه لإبقاء أمه على قيد الحياة.
لطالما اعتبرت الذات العنصر الرئيسي والداعم في أي تجربة. إذ إن الذات غير «عالقة تمامًا في قلب الوعي». «لست مدركًا دائمًا لذاتي على أنني فاعل بشكل كبير كإدراكي لأفعالي. ينتج هذا عن حقيقة أنني أؤدي بعضًا من أفعالي فقط، وتؤدي أفكاري وتعابيري والقوى العملية وغيرها القسم الآخر».